# Station Bois-de-Nivelles
Station Bois-de-Nivelles was een spoorwegstation langs spoorlijn 124 (Brussel - Charleroi) en spoorlijn 131 (Charleroi - Bois de Nivelles) in de Waals-Brabantse en Belgische stad Nijvel (Frans: Nivelles).
0,0: Brussel-Zuid ·
2,1: Vorst-Oost ·
4,0: Ukkel-Stalle ·
5,6: Ukkel-Kalevoet ·
7,8: Linkebeek ·
9,1: Holleken ·
11,4: Sint-Genesius-Rode ·
12,6: De Hoek ·
15,5: Waterloo ·
18,8: Eigenbrakel ·
23,4: Lillois ·
28,1: Baulers ·
29,3: Nijvel ·
33,6: Bois-de-Nivelles ·
37,0: Obaix-Buzet ·
40,9: Luttre ·
43,4: La Chaussée ·
46,5: Courcelles-Motte ·
48,7: Roux ·
49,5: Monceau ·
52,9: Marchienne-au-Pont ·
53,7: Marchienne-Oost ·
55,9: Charleroi-Centraal
1,8: Nord de Gilly ·
2,8: Le Vieux Campinaire ·
6,6: Fleurus ·
9,0: Saint-Amand-lez-Fleurus ·
12,2: Chassart ·
14,2: Villers-Perwin ·
16,7: Frasnes-lez-Gosselies ·
19,8: Rêves ·
23,1: Commune ·
23,9: Bois-de-Nivelles